# Pablo de Narbona
San Pablo de Narbona o Pablo Sergio (Italia?, siglo III - Narbona, Aude, segunda mitad del siglo III) fue el primer obispo de Narbona, venerado como santo por diversas confesiones cristianas.

## Biografía
Casi no existen datos sobre la vida de Pablo. Parece que era uno de los «Apóstoles de los Galos» enviados por el papa Fabián hacia 250 para cristianizar la Galia, en el consulado de Decio y Vetio Grato. En una carta que el papa Zósimo I escribe a un obispo galo, hace referencia este hecho. 
Gregorio de Tours, dice que Pablo figura entre los presbíteros enviados desde Roma; mientras que otros morirían mártires, Pablo sobrevivió y formó en Narbona una comunidad cristiana estable, de la que fue el primer obispo. Murió de muerte natural.
Posteriormente, se hizo una leyenda que identificada este obispo con un personaje del siglo I.

## Identificación y leyenda de Pablo Sergio delsigloI
Durante la Edad Media se desarrolló una leyenda apócrifa que crea a un Pablo discípulo de San Pablo de Tarso, que le habría enviado en la Galia. La leyenda se basaba en la identificación de Pablo de Narbona con Sergio Pablo, procónsul romano convertido por Pablo de Tarso y que aparece en los Hechos de los apóstoles (13, v. 6-13) y al hecho que la diócesis de Narbona qusiera hacer su primer obispo mucho más antiguo y campañero directo de los primeros apóstoles, como en el caso de Dionisio de París. Aunque la leyenda no tienen ningún fundamento histórico, provocó que a Narbona, aún se le llame el santo obispo San Pablo Sergio. La leyenda explica que Sergio Pablo fue acompañado por Afrodisio, que había hospedado la Sagrada Familia mientras estaban en Egipto y que habría sido el primer obispo de Besiers.

## Veneración
Su fiesta litúrgica se celebra el 22 de marzo. En Narbona la basílica de Saint-Paul-Serge se edificó sobre el lugar de sepultura del santo obispo, una necrópolis cristiana. La primitiva basílica data del siglo IV y fue destruida por un incendio en el siglo V. Posteriormente, se construyó un monasterio, meta de peregrinaciones. Después de diversas reconstrucciones, el corazón actual data de 1224. La cripta paleocristiana aún es visible, con pavimentos y mosaicos de los siglos II y III. Alrededor se formó un núcleo habitado, el Bourg Saint Paul, con muralla propia, ya que estaba fuera de la ciudad.